# Coleostachys genipifolia
Coleostachys genipifolia är en tvåhjärtbladig växtart som beskrevs av Adrien Henri Laurent de Jussieu. Coleostachys genipifolia ingår i släktet Coleostachys och familjen Malpighiaceae. Inga underarter finns listade i Catalogue of Life.